# Daniel Šmejkal
Daniel Šmejkal (* 28. srpna 1970, Plzeň, Československo) je bývalý český fotbalový záložník a střední obránce. Po ukončení hráčské kariéry se stal trenérem, od sezóny 2016/17 trénoval severočeský klub FK Teplice, po neuspokojivých výsledcích byl 25. září 2018 odvolán z lavičky a nahrazen Stanislav Hejkal. V září 2019 nastoupil jako hlavní trenér druholigové Vlašimi.

## Hráčská kariéra
Za českou reprezentaci odehrál v letech 1994–1995 celkem 10 utkání a vstřelil 3 branky Francii, Maltě a Slovensku. V československé a české lize odehrál 196 zápasů, ve kterých dal 17 gólů. Dvě sezóny strávil v druhé německé Bundeslize.

## Trenérská kariéra
V roce 2014 se stal hlavním trenérem klubu FK Baník Sokolov, který vedl dva roky ve fotbalové druhé lize. V sezóně 2015/16 ho dovedl na 4. místo. Od června 2016 vede klub FK Teplice, v nichž na pozici trenéra nahradil odvolaného Davida Vavrušku. V utkání 1. kola sezóny 2016/17 české nejvyšší ligy se mohl radovat z výhry svého týmu 1:0 na hřišti Dukly Praha. Po prohře v 9. kole v sezóně 2018/2019 proti SFC Opava byl odvolán z funkce hlavního trenéra FK Teplice, nahradil ho Stanislav Hejkal. Od září 2019 trénoval druholigovou Vlašim. Po konci sezóny 2020/2021 mu skončila smlouva. V roce 2022 trénoval SK Prostějov, ale ihned po první sezóně ho nahradil Pavel Šustr.